# Michel Bardinet
Pour les articles homonymes, voir Bardinet.
Michel-Henri Bardinet est un acteur français né le 15 novembre 1931 à Toulon (Var) et mort le 22 février 2005 à Apt (Vaucluse).

## Biographie
Licence de droit en poche, il suit les cours d'art dramatique de Mady Berry et de Raymond Gérôme. Il débute sur les planches dans des pièces à succès : Ouragan sur le Caine de Herman Wouk, Adorable Julia de Somerset Maugham.
À la télévision il est aux côtés de Janine Vila dans le feuilleton populaire Janique Aimée. Au cinéma, il décroche son premier petit rôle dans Mademoiselle Strip-tease. Il rencontre sur un plateau Jeanne Valérie qu'il épouse. Le couple divorce dix ans plus tard. La carrière de Michel Bardinet s'enlisant en France, il choisit de partir pour Rome et Cinecitta à la fin des années 1960. Il y rencontre une suédoise, Grun Friberg, qu'il épouse et dont il divorce douze ans plus tard. Revenu en France, il s'investit davantage dans le doublage.

## Théâtre
- 1964-1965 : Lucrèce Borgia de Victor Hugo, mise en scène Bernard Jenny, Hôtel de Soubise, Grand Théâtre romain de Lyon, festival de Montauban

## Filmographie

### Cinéma
- 1957 : Mademoiselle Strip-tease de Pierre Foucaud : Hubert
- 1958 : Chaleurs d'été de Louis Félix : Robert Mans
- 1958 : Tant d'amour perdu de Léo Joannon : Lionel de Bellac
- 1958 : Faibles Femmes de Michel Boisrond
- 1959 : La Jument verte de Claude Autant-Lara : le peintre
- 1960 : Le Panier à crabes de Joseph Lisbona : Jacques
- 1960 : La Croix et la Bannière de Philippe Ducrest : Jacques
- 1961 : Un Martien à Paris de Jean-Daniel Daninos
- 1961 : L'Art culinaire à travers les âges, de Jean-Marie Isnard (court-métrage)
- 1963 : Les Baisers de Jean-François Hauduroy : Pierre
- 1963 : La Porteuse de pain de Maurice Cloche : Jules Labroue
- 1963 : Cadavres en vacances de Jacqueline Audry : Marc
- 1964 : Et la femme créa l'amour de Fabien Collin : Kardec
- 1964 : Requiem pour un caïd de Maurice Cloche
- 1966 : Technique d'un meurtre (Tecnica di un omicidio) de Francesco Prosperi : Barry
- 1967 : Coup de force à Berlin (Sur ordre du Fuhrer) de Sergio Grieco : Francisco Aguirrez
- 1967 : Ti ho sposato per allegria de Luciano Salce : l'anglais
- 1968 : La Religieuse de Monza (La monaca di Monza) de Eriprando Visconti : Giovanni degli Hortensi
- 1968 : La pecora nera de Luciano Salce
- 1969 : Pourquoi pas avec toi (Brucia, ragazzo, brucia) de Fernando Di Leo : Silvio Frisotti
- 1969 : La Jeunesse du massacre (I ragazzi del massacro) de Fernando Di Leo : Stelvio Sampero
- 1969 : Quella piccola differenza de Duccio Tessari : Carlo
- 1969 : L'Adorable Corps de Deborah (Il dolce corpo di Deborah) de Romolo Guerrieri : le commissaire de police
- 1970 : Tu peux ou tu peux pas ? (Con quale amore, con quanto amore) de Pasquale Festa Campanile : René
- 1970 : Moi, la femme (Noi donne siamo fatte così) de Dino Risi
- 1971 : Meurtre par intérim (Un posto ideale per uccidere) d'Umberto Lenzi : Baratti
- 1971 : Sans mobile apparent de Philippe Labro : Tony Forest
- 1972 : Viol en première page (Sbatti il mostro in prima pagina) de Marco Bellocchio : un membre du staff de l'éditorial
- 1972 : Abus de pouvoir (Abuso di potere]) de Camillo Bazzoni : l'administrateur
- 1973 : La Poursuite implacable (Revolver) de Sergio Sollima
- 1975 : Les Noces de porcelaine de Roger Coggio : Serge Masson
- 1976 : Mado de Claude Sautet : Félix
- 1976 : Le Chasseur de chez Maxim's de Claude Vital : Binval
- 1977 : La Fille de Prague avec un sac très lourd de Danielle Jaeggi : le présentateur / le journaliste
- 1979 : Qu'il est joli garçon l'assassin de papa de Michel Caputo : le narrateur (voix)
- 1979 : I Love You, je t'aime de George Roy Hill : l'ambassadeur de France
- 1983 : Si elle dit oui... je ne dis pas non de Claude Vital : Didier
- 1984 : American Dreamer de Rick Rosenthal : Rafael Lesueur
- 1985 : L'amour propre ne le reste jamais très longtemps de Martin Veyron : le responsable du golf
- 1989 : L'Invité surprise de Georges Lautner : le ministre

### Télévision
- 1958 : Adélaïde de Philippe Ducrest : Christian de Verbois
- 1959 : Bastoche et Charles Auguste de Bernard Hecht
- 1960 : La Terre est ronde de Philippe Ducrest (Téléfilm) : Silvio
- 1961 : Les Deux Orphelines, téléfilm de Jean-Marie Coldefy : De Presle
- 1962 : L'inspecteur Leclerc enquête - épisode 10 : Signé Santini  de Marcel Bluwal (série télévisée) : Michel Vincent
- 1962 : La Dame aux camélias de François Gir (Téléfilm) : Gustave
- 1963 : Janique Aimée de Jean-Pierre Desagnat (série télévisée) : Bernard Talon
- 1966 : Le Gerfaut (série télévisée) : l'ami de Gerfaut
- 1966 : La Tour de Nesle (Téléfilm) : Savoisy
- 1966 : La 99ème minute de François Gir
- 1969 : Opération vol (série télévisée) : agent spécial Dumont
- 1973 : L'Ère des Médicis (série télévisée) : Ciriaco d'Arpaso
- 1974 : Gil Blas de Santillane (série télévisée) : Bernard
- 1975 : Erreurs judiciaires (série télévisée) : Me Marchand
- 1976 : Adios (série télévisée) : Piombo
- 1979-1980 : L'inspecteur mène l'enquête (série télévisée) :
  - 1979 - épisode 24 : Le dernier éditorial
  - 1980 - épisode 32 :  L'épave de Karel Prokop
- 1980 : Kick, Raoul, la Moto, les Jeunes et les Autres (série télévisée) : Gravier
- 1980 : Caméra une première - épisode : Nous ne l'avons pas assez aimée de Patrick Antoine (série télévisée) : professeur Laroche
- 1980 : The Hostage Tower (Téléfilm) : Legrain
- 1981 : Les Cinq Dernières Minutes - épisode #3.24 : Un cœur sur mesure de Claude de Givray (série télévisée) : M. Vallet
- 1981 : Les Amours des années grises (série télévisée) : Jacques Deschamps
- 1982 : Messieurs les jurés - épisode : L'affaire Tromsé de Jean-Marie Coldefy (série télévisée) : Christian Lamarche
- 1983 : Les Amours romantiques (série télévisée) : Louis
- 1989 : Les jupons de la révolution (série télévisée) : Père Corday
- 1991 : Cas de divorce (série télévisée) : Michel Debreuil
- 1993 : Un commissaire à Rome (série télévisée) : Oreste Terrani
- 1996 : Les enfants du mensonge (Téléfilm) : Eugène
- 2000 : Victoire, ou la Douleur des femmes de Nadine Trintignant (série télévisée) : professeur Bardet

## Doublage

### Cinéma

#### Films
- 1971 : La Classe ouvrière va au paradis : le patron de l'usine[Qui ?]
- 1973 : La Chasse aux diplômes : le directeur de l'hôtel (Tony Silverthrone)
- 1974 : Tant qu'il y a de la guerre, il y a de l'espoir : voix secondaires
- 1975 : Shampoo : le sénateur East (Brad Dexter)
- 1975 : Les Aventuriers du Lucky Lady : Freddy, un garde-côte[Qui ?] / Chicon, un serveur du cabaret[Qui ?]
- 1976 : Vengeance d'outre-tombe : Dr Caldwell (Fred Ford)
- 1976 : Week-end sauvage : le policier (Richard Donat)
- 1977 : On m'appelle Dollars : Moose, le garde du corps (Bob Herron)
- 1977 : Rage : le père de famille du camion (Richard W. Farrell) / l'adjoint au maire[Qui ?]
- 1979 : Bienvenue, mister Chance : le conseiller Kaufman (James Noble)
- 1979 : Le Putsch des mercenaires : Ryan (John Boulter (en))
- 1979 : De l'or au bout de la piste : Vince (Tony Brande)
- 1980 : Gloria : un homme de main (Tom Noonan)
- 1980 : La Secte des cannibales : Pr Carter (Mel Ferrer)
- 1980 : Cobra : Mastino (Enio Girolami)
- 1980 : Héros ou Salopards : un sergent[Qui ?]
- 1981 : Reds : l'officier départemental (Josef Sommer)
- 1981 : Excalibur : le chevalier Kay (Niall O'Brien)
- 1981 : La Mort au large : Matt Rosen (Ennio Girolami)
- 1982 : Venin : Williams (Norman Mann)
- 1982 : Tootsie : John Van Horn (George Gaynes)
- 1982 : Le Monde selon Garp : Dean Bodger (George Ede)
- 1982 : Commando : le commandant Powell (Edward Woodward)
- 1983 : Jamais plus jamais : Lippe (Pat Roach)
- 1984 : Attention les dégâts ! : le chef des mercenaires (Dary Reis)
- 1984 : Star Trek 3 : À la recherche de Spock : Spock (Leonard Nimoy)
- 1987 : Wall Street : Sir Larry Waldman (Terence Stamp)
- 1987 : Éclair de lune : Raymond Cappomaggi (Louis Guss)
- 1993 : Cliffhanger : Traque au sommet : Franck (Ralph Waite)
- 1995 : Judge Dredd : Vartis Hammond (Mitchell Ryan)
- 1995 : Hackers : M. Ellingson (Bob Sessions)
- 1996 : Larry Flynt : Charles Keating (James Cromwell)
- 1997 : Meurtre à la Maison-Blanche : le président Jack Neil (Ronny Cox)

#### Film d'animation
- 1995 : Pocahontas, une légende indienne : Powathan

### Télévision

#### Série télévisée
- 1993-1997 : Loïs et Clark : Les Nouvelles Aventures de Superman : Perry White (Lane Smith)